# Бвана, Хандвалла
Хандвалла Бвана (англ. Handwalla Bwana; 25 июня 1997, Момбаса) — кенийский футболист, левый вингер.

## Биография
Бвана родился в Момбасе, но провёл шесть лет своего детства в лагере беженцев в Какуме, на северо-западе Кении. В 2010 году его семья получила разрешение на переселение в США, сначала несколько месяцев прожила в Атланте, позже перебралась в Сиэтл. У него 11 братьев и сестёр. Бвана — мусульманин.
Бвана — воспитанник академии футбольного клуба «Сиэтл Саундерс». В 2015 году начал привлекаться к играм фарм-клуба в USL, дебютировав за «Сиэтл Саундерс 2» 11 сентября в матче против «Ориндж Каунти».
В 2016 году Бвана поступил в Вашингтонский университет, совмещая обучение с игрой за университетскую футбольную команду в Национальной ассоциации студенческого спорта.
Оставив университет после второго года обучения, 11 января 2018 года Бвана подписал контракт с клубом MLS «Сиэтл Саундерс» по правилу доморощенного игрока. Его профессиональный дебют состоялся 4 марта в матче первого тура сезона против «Лос-Анджелеса», в котором он вышел на замену на 64-й минуте вместо Харри Шиппа. 9 мая в матче против «Торонто» забил свой первый гол в профессиональной карьере.
21 октября 2020 года Бвана был обменян в «Нэшвилл» на Джимми Медранду и $225 тыс. в общих распределительных средствах. За «Нэшвилл» дебютировал 4 ноября в матче против «Далласа», выйдя на замену вместо Рандаля Леаля на 70-й минуте.
19 августа 2022 года Бвана был отдан в аренду клубу Чемпионшипа ЮСЛ «Мемфис 901» на оставшуюся часть сезона 2022 с правом отзыва в любое время. За «Мемфис 901» дебютировал 20 августа в матче против «Бирмингем Легион», выйдя на замену в конце второго тайма. 7 сентября в матче против «Атланты Юнайтед 2» забил свой первый гол за «Мемфис 901».
10 января 2023 года Бвана покинул «Нэшвилл» по обоюдному согласию сторон.
11 января 2023 года Бвана подписал контракт с клубом Чемпионшипа ЮСЛ «Чарлстон Бэттери». Пропустив весь сезон 2023 из-за травмы, он покинул «Чарлстон Бэттери» по окончании сезона.

## Достижения
Командные
 «Сиэтл Саундерс»
- Чемпион MLS (обладатель Кубка MLS): 2019

## Статистика выступлений
| Выступление      | Выступление      | Выступление      | Лига | Лига | Плей-офф | Плей-офф | Кубок | Кубок | ЛЧ КОНКАКАФ | ЛЧ КОНКАКАФ | Итого | Итого |
| Клуб             | Лига             | Сезон            | Игры | Голы | Игры     | Голы     | Игры  | Голы  | Игры        | Голы        | Игры  | Голы  |
| ---------------- | ---------------- | ---------------- | ---- | ---- | -------- | -------- | ----- | ----- | ----------- | ----------- | ----- | ----- |
| Такома Дифайенс  | USLC             | 2015             | 1    | 0    | 0        | 0        | —     | —     | —           | —           | 1     | 0     |
| Такома Дифайенс  | USLC             | 2016             | 5    | 0    | —        | —        | —     | —     | —           | —           | 5     | 0     |
| Такома Дифайенс  | USLC             | 2018             | 4    | 0    | —        | —        | —     | —     | —           | —           | 4     | 0     |
| Такома Дифайенс  | USLC             | 2019             | 6    | 1    | —        | —        | —     | —     | —           | —           | 6     | 1     |
| Такома Дифайенс  | Итого            | Итого            | 16   | 1    | 0        | 0        | —     | —     | —           | —           | 16    | 1     |
| Сиэтл Саундерс   | MLS              | 2018             | 12   | 2    | 1        | 0        | 0     | 0     | 1           | 0           | 14    | 2     |
| Сиэтл Саундерс   | MLS              | 2019             | 15   | 1    | 0        | 0        | 1     | 0     | —           | —           | 16    | 1     |
| Сиэтл Саундерс   | MLS              | 2020             | 5    | 1    | 1        | 0        | —     | —     | —           | —           | 6     | 1     |
| Сиэтл Саундерс   | Итого            | Итого            | 32   | 4    | 2        | 0        | 1     | 0     | 1           | 0           | 36    | 4     |
| Нэшвилл          | MLS              | 2020             | 2    | 0    | 2        | 0        | —     | —     | —           | —           | 4     | 0     |
| Нэшвилл          | MLS              | 2021             | 4    | 0    | 0        | 0        | —     | —     | —           | —           | 4     | 0     |
| Нэшвилл          | MLS              | 2022             | 1    | 0    | —        | —        | 2     | 0     | —           | —           | 3     | 0     |
| Нэшвилл          | Итого            | Итого            | 7    | 0    | 2        | 0        | 2     | 0     | —           | —           | 11    | 0     |
| Мемфис 901       | USLC             | 2022             | 4    | 1    | 0        | 0        | —     | —     | —           | —           | 4     | 1     |
| Мемфис 901       | Итого            | Итого            | 4    | 1    | 0        | 0        | —     | —     | —           | —           | 4     | 1     |
| Чарлстон Бэттери | USLC             | 2023             | 0    | 0    | 0        | 0        | 0     | 0     | —           | —           | 0     | 0     |
| Чарлстон Бэттери | Итого            | Итого            | 4    | 1    | 0        | 0        | 0     | 0     | —           | —           | 4     | 1     |
| Всего за карьеру | Всего за карьеру | Всего за карьеру | 59   | 6    | 4        | 0        | 3     | 0     | 1           | 0           | 67    | 6     |